# Petre Andrei
Petre Andrei (n. 29 iunie 1891, Brăila – d. 4 octombrie 1940, Iași) a fost un savant, sociolog, filosof, profesor și om politic, membru post-mortem (1991) al Academiei Române. Voluntar în Primul Război Mondial, a fost profesor la Catedra de Sociologie a Universității din Iași, deputat din partea Partidului Național-Țărănesc, subsecretar de stat și apoi ministru în mai multe guverne din România interbelică. S-a căsătorit cu Alice-Georgette Tulbure (Dudu) în anul 1920 și a avut patru copii.

## Studii
Petre Andrei s-a născut pe 29 iunie 1891 în orașul Brăila. Urmează cursurile Liceului „Nicolae Bălcescu” din Brăila, iar în 1910, după ce obține singura bursă disponibilă pentru acel an, începe cursurile Facultății de Litere și Filosofie ale Universității din Iași. Profesorii Dimitrie Gusti și Ion Petrovici sunt impresionați de calitățile tânărului student oferindu-i acestuia,la finalizarea studiilor, în 15 iunie 1913, distincția „Magna cum laude”.  Obține o nouă bursă pentru continuarea studiilor doctorale și se specializează la Universitatea din Berlin, unde urmează cursul de logică și istoria filosofiei al profesorului Alois Riehl, dar și la Universitatea din Leipzig, unde frecventează cursurile predate de Wilhelm Wundt, Eduard Spranger, Ernst Cassirer, K. Schmidt.

## Cariera
Deși era scutit de serviciul militar, fiind orfan de tată și singurul susținător al familiei, se înrolează ca voluntar în Primul Război Mondial. Participă la luptele de la Oituz, Slănic și Valea Cașinului, în care se distinge prin acte de bravură, fiind decorat cu „Steaua României”, „Coroana României” și „Crucea de război cu bare”.
Imediat după Primul Război Mondial, obține doctoratul la Iași, la Facultatea de Filosofie și Litere, în 1918, cu teza„ Filosofia valorii”, lucrare care, prin grija fiului său, Petru, se va tipări în 1945. Devine profesor în învățământul liceal, iar din 1922 va ocupa prin concurs postul de profesor la Catedra de sociologiee a Universității din Iași, după ce Dimitrie Gusti a plecat la București. Ca profesor, se numără printre cei care se opun introducerii politicii în Universitate, fiind, de altfel, de-a lungul întregii sale vieți, un adversar al extremismului, atât fascist, cât și bolșevic. În 1924, fiind membru al Senatului Universității, condamnă crima comisă de Corneliu Zelea Codreanu, dar și pe  A.C. Cuza  pentru răspândirea ideologiei naționaliste.
Între 1922 și 1927, Petre Andrei a fost director al Bibliotecii Universității.
Intră în politică în Partidul Național-Țărănesc, alături de numeroase personalități ale culturii și științei, iar între 1928 și 1933 este deputat, calitate în care se remarcă prin activitatea parlamentară bogată, talentul oratoric și inițiativele legislative. Este numit subsecretar de stat la Departamentul Agriculturii și Domeniilor (1930–1931), subsecretar de stat la Ministerul Instrucțiunii Publice și Cultelor (1932–1933) și ministru al Educației Naționale (1938–1940), în această din urmă calitate inițiind, printre altele, o lege de organizare a învățământului superior.
În data de 28 iunie 1940, în calitate de ministru al educației și membru al Consiliului de Coroană, Petre Andrei a votat pentru cedarea fără rezistență armată a Basarabiei, Bucovinei de Nord, Ținutului Herța și a Ținutului Buceag. Ceilalți 19 români care au votat alături de Petru Andrei pentru cedarea fără rezistență armată a teritoriilor românești au fost: Constantin Anghelescu, Constantin Argetoianu, Ernest Ballif, Aurelian Bentoiu, Mircea Cancicov, Ioan Christu, Mitiță Constantinescu, Mihail Ghelmegeanu, Ion Gigurtu, Constantin C. Giurescu, Nicolae Hortolomei, Ioan Ilcuș (Ministru de război), Ion Macovei, Gheorghe Mironescu, Radu Portocală, Mihai Ralea, Victor Slăvescu, Gheorghe Tătărescu (prim ministru), Florea Țenescu (șeful marelui Stat Major al Armatei).
Schimbarea regimului politic din România, prin renunțarea la tron a regelui Carol al II-lea și instaurarea regimului legionaro-antonescian (de extremă dreapta), a avut unele urmări pentru Petre Andrei: a fost scos din învățământul superior, la propunerea lui Traian Brăileanu, Traian Herseni și Radu Gyr, urmărit, anchetat și persecutat. În timpul unei percheziții domiciliare pe 4 octombrie 1940, când urma să fie arestat pe nedrept de legionari, pentru a evita situația în care se afla Nicolae Iorga la acea vreme, a ales să își pună capăt zilelor.:p. 22 În același an, Iorga explica: „Când s-a produs o înfrângere, steagul nu se predă, ci pînza lui se înfășoară în jurul inimei. Inima luptei noastre a fost ideea culturală națională”. La o lună după moartea lui Petre Andrei, Nicolae Iorga a fost ridicat de un grup de legionari și asasinat prin împușcare.

Iată cum își justifica savantul Petre Andrei gestul ultim în scrisoarea lăsată soției sale:
„Eu, deși complet nevinovat, din nici un punct de vedere, nu pot trăi umilit și disprețuit. Nu pot suporta nici chiar compătimirea. Am trăit demn o viață întreagă și nici în momente grele nu m-am plecat, necum în aceste momente când mi se face o teribilă nedreptate. De aceea trebuie să termin acum când se deschide o perspectivă neagră.”
Într-o altă scrisoare, lăsată copiilor săi, Petre Andrei preciza următoarele: 
„Eu am conștiința împăcată; sângele și moartea să cadă asupra capului celor care mi-au zdruncinat nervii în halul acesta. Am avut altă atitudine politică decât garda de fier, dar nu am prigonit pe nimeni și nu am făcut nici un gest urât. Nu pot să fiu însă umilit și degradat. De ce să fiu arestat? Dacă aș avea pe sufletul meu o cât de mică vină aș suferi orice, căci aș fi meritat. Dar așa? În cărțile scrise de mine apare clar atitudinea și concepția mea. Voi controlați și veți vedea.”
Lucrările filozofului Petre Andrei au fost redescoperite după 1970, când a început culegerea și retipărirea operei sale.
În  31 ianuarie 1991 a fost ales post-mortem membru al Academiei Române.

## Opera
Decedat la doar 49 de ani, Petre Andrei a reușit să realizeze 15 lucrări, 5 cursuri universitare, peste 40 de studii și articole de specialitate, 25 de recenzii, 35 de conferințe și cuvântări, 3 rapoarte la legi și peste 75 de discursuri și intervenții parlamentare. Savantul este considerat drept unul dintre întemeietorii sistemului științelor sociologice din România. A promovat un sistem sociologic determinist, bazat pe o concepție sociologică eclectică, influențată de psihologism.
Dintre principalele sale lucrări științifice se pot enumera:
- Sociologia cunoașterii și a valorii
- Filosofia valorii (1945)
- Problema fericirii. Fundamentul său etic sociologic (1927)
- Sociologia revoluției Arhivat în 4 octombrie 2013, la Wayback Machine. (1921)
- Probleme de sociologie
- Sociologie generală (1936)
- Probleme de metodă în sociologie  (1927)
- Manual de sociologie (1938)
- Fascismul (1927)
- Istoria filosofiei (1983)
- Memorii și istorii (autori: Petre Andrei și Petru P. Andrei), Editura Institutul European, Iași, 2022, 498 p.
- Prelegeri de istoria filosofiei de la Kant la Schopenhauer, Polirom, Fundația Academică „P. Andrei”, Iași, 1997